# Delio Toledo
Delio César Toledo Rodas (Doctor Cecilio Báez, 1976. október 2. –) paraguayi válogatott labdarúgó.

## Sikerei, díjai
- RCD Espanyol
  - Spanyol kupa: 1999-2000
- Real Zaragoza
  - Spanyol kupa: 2003-04
  - Spanyol szuperkupa: 2004
- Kayserispor
  - Török kupa: 2007-08